# آژانس خبری فرات
آژانس خبری فرات (به کردی: Ajansa Nûçeyan a Firatê - ANF‎، به ترکی: Fırat Haber Ajansı، به انگلیسی: Firat News Agency) یک خبرگزاری کُردی است که عمدتاً اخبار منطقهٔ خاورمیانه را گردآوری و منتشر می‌کند. این خبرگزاری در سال ۲۰۰۵ میلادی تأسیس شده‌است. دفتر مرکزی آژانس خبری فرات در آمستردام در کشور هلند قرار دارد. تاکنون چندین بار دسترسی به پایگاه اینترنتی این خبرگزاری در ترکیه بنا بر حکم دادگاه‌های این کشور مسدود شده‌است. مدیر مسئولی خبرگزاری فرات را ماکسیم دمیرالپ بر عهده دارد.

## زبان
آژانس خبری فرات اخبار خود را به زبان‌های کردی (سورانی، کرمانجی  ،زازاکی و هورامی)، ترکی، عربی، فارسی، انگلیسی، اسپانیایی، آلمانی و روسی منتشر می‌کند.

## کشته شدن خبرنگاران
یکی از خبرنگاران آژانس خبری فرات به نام آیفر سرچه که متولد ویران‌شهر در استان شانلی‌اورفه در کردستان ترکیه بود، در اوائل ژوئیه ۲۰۰۶ (اواسط تیر ۱۳۸۵) در جریان عملیاتی نظامی توسط نیروهای ایرانی کشته شد. وی که با نام مستعار «شیلان آراس» برای خبرگزاری فرات کار می‌کرد، در حال تهیهٔ گزارشی برای این خبرگزاری در رابطه با خودکشی زنان کرد بوده و به همین منظور به مناطق کردنشین استان آذربایجان غربی در نواحی مرزی ایران و ترکیه رفته بود.

## حملهٔ سایبری به خبرگزاری
در ژانویهٔ ۲۰۱۸ همزمان با انتشار ویدئو و تصاویر اعترافات اعضای بازداشت‌شدهٔ سازمان اطلاعات و امنیت ملی ترکیه (میت) که توسط نیروهای حزب کارگران کردستان (پ.ک. ک) در حال انجام عملیات جاسوسی و ترور در اقلیم کردستان عراق بازداشت شده‌بودند، پایگاه اینترنتی خبرگزاری فرات و نیز برنامه‌های موبایلی آن مانند «آ.ن. ف اَپ» و «آ.ن. ف اندروید» بر روی موبایل مورد حملهٔ سایبری قرار گرفته و دچار اختلال شدند.

## بازداشت مدیرمسئول
ماکسیم دمیرالپ مدیرمسئول آژانس خبری فرات در دسامبر ۲۰۱۶ با شکایت مستقیم دولت ترکیه توسط اینترپل در کشور بلژیک دستگیر شده و به مدت ۲ هفته در بازداشت به سر برد. او در نهایت با سپردن وثیقهٔ ۵ هزار یورویی آزاد شد.